# Eastport, New York
Eastport är en ort i Suffolk County i delstaten New York, USA.